# Републикански път III-164
Републикански път IIІ-164 е третокласен път, част от републиканската пътна мрежа на България, преминаващ изцяло на територията на Софийска област. Дължината му е 20,0 km.
Пътят започва от 56,4-ти км на Републикански път II-16 в центъра на град Своге в Искърският пролом. По цялото си протежение пътят се изкачва по долината на Искрецка река (ляв приток на Искър) и при село Бучин проход достига до Републикански път II-81 при 30,5-и км. По протежението на пътя са разположени селата Свидня, Искрец, Завидовци и Бучин проход.
| Пътища, отклоняващи се надясно (населено място, № на пътя, посока на пътя) | Км   | Пътища, отклоняващи се наляво (посока на пътя, № на пътя, населено място) |
| -------------------------------------------------------------------------- | ---- | ------------------------------------------------------------------------- |
| Община Своге, II-16, 56,4 km гр. Своге →                                   | 0,0  | → гр. Своге, 56,4 km, II-16, Община Своге                                 |
| с. Свидня                                                                  | 4,0  | ← с. Свидня, 15.4 km, III-8102 (от 23,5 km на път II-81)                  |
| (за с. Добърчин) общински път ←                                            | 6,7  |                                                                           |
| (за селата Добравица и Брезе) общински път с. Искрец ←                     | 9,2  | с. Искрец                                                                 |
| с. Завидовци ←                                                             | 16,6 | с. Завидовци                                                              |
| Община Костинброд                                                          | 17,7 | Община Костинброд                                                         |
| II-81, 30,5 km, с. Бучин проход ←                                          | 20,0 | ← с. Бучин проход, 30,5 km, II-81                                         |